# Acutihumerus cavooreni
Acutihumerus cavooreni is een naaldkreeftjessoort uit de familie van de Kalliapseudidae. De wetenschappelijke naam van de soort is voor het eerst geldig gepubliceerd in 1985 door Bacescu & Absalão.